# 日本航空ハイジャック事件
日本航空ハイジャック事件（にほんこうくうハイジャックじけん）は、日本の航空会社である日本航空（略称：日航、JAL）が遭遇したハイジャックを一覧にしたものである。

## 概要
1960年代後半から1970年代にかけ、日本赤軍などの新左翼過激派によるテロ事件やハイジャックが多発した。特に日本の航空会社として唯一国際線の運航が認められていた日本航空は、国外および国内で数度の被害にあっている。
過激派組織は警察による摘発の強化や国民からの反発などが原因で1970年代後半には衰退し、国および航空会社によるハイジャック対策が功を奏したこともあり、1977年9月のダッカ日航機ハイジャック事件を最後として、過激派組織による日本航空機へのハイジャックは発生していない。また、過激派組織以外のハイジャックにおいては、いずれも国内便において発生しており、計画性に乏しく行き当たりばったりで犯行に至ったものもあった。

## 事件の一覧

### よど号ハイジャック事件
1970年3月31日、羽田空港発板付空港行きの日本航空351便ボーイング727-89（愛称「よど号」）が富士山付近の上空を飛行中、赤軍派学生を中心とした犯人グループによりハイジャックされた。犯人グループは機長と副操縦士に対して北朝鮮の平壌に向かうよう指示したが、直接向かうには燃料が不足しているとして機長が犯人グループを説得し、給油のため板付空港に着陸した。ここで女性や子供などの一部の人質が解放された後、要求通り北朝鮮に向かおうとしたものの、韓国領空内で韓国空軍機がソウルの金浦空港へ誘導し着陸させた。韓国政府は犯人たちに平壌に到着したと偽装する工作を行ったものの失敗し、事態は膠着する。4月3日に事件解決のためにソウルを訪問していた山村新治郎運輸政務次官が乗客の身代わりとなることで決着し、客室乗務員を含む人質全員を解放し、その後犯人グループとともに平壌に向かった。その後同機は平壌郊外の飛行場に着陸し、犯人全員は北朝鮮当局に投降、機長と副操縦士、山村政務次官らは4月5日に同機で帰国した。

### 日本航空351便ハイジャック事件
1972年11月6日、羽田空港発福岡空港行きボーイング727を覆面をした男が乗っ取り、キューバへの亡命を要求、同機は羽田空港に引き返した。膠着状態の後、犯人は逃亡用にダグラス DC-8を用意させ、乗客を解放したが、DC-8への移動時に逮捕された。政治的背景のない在米日本人の単独犯であった。

### ドバイ日航機ハイジャック事件
1973年7月20日、日本赤軍とPFLPの混成部隊が、パリ発アムステルダム、アンカレッジ経由羽田行きの日本航空404便ボーイング747-246Bをハイジャックした。アムステルダム離陸後、持ち込んだ手榴弾を犯人グループの1人が誤爆させ死亡したのを機に犯人グループは機内を制圧、アラブ首長国連邦のドバイ国際空港、シリアのダマスカス国際空港を経由し、リビアのベンガジにあるベニナ空港に着陸させた。乗員乗客150人の人質を解放後、同機を爆破した犯人グループはリビア当局に投降し、ムアンマル・アル＝カッザーフィー大佐率いるリビア政府の黙認の元、国外逃亡を果たした。

### 日本航空903便ハイジャック事件
1974年3月12日13時13分頃、羽田空港発那覇空港行きのボーイング747を那覇空港着陸直前、鹿児島県沖永良部島上空を飛行中に青年が機内に持ち込んだバックに爆発物を持っていると見せかけて乗っ取り、2億円の身代金と那覇空港で給油して羽田へ引き返すよう要求した。同空港着陸後、6時間あまりにわたって乗客を人質に立てこもったが、同日夜、日航職員に変装した捜査員7名が操縦室に突入し逮捕された。犯人の青年は当時18歳で、翌3月13日に家庭裁判所へ送致された。

### 日本航空124便ハイジャック事件
1974年7月15日、伊丹空港発羽田空港行きダグラスDC-8が赤軍派を名乗る中年の男に乗っ取られた。犯人は、元赤軍派議長の塩見孝也を釈放した上で、北朝鮮へ行くよう要求した。羽田に着陸後も機内に立てこもった末、翌日未明に再び同機を離陸させ名古屋空港まで飛行した後、説得に応じて投降し逮捕された。捜査の結果、犯人は赤軍派とは無関係だった。
犯行に使われた登山ナイフは、空港のX線検査装置を偶然通過したものであった。尚、乗客としてなべおさみや中条きよしが搭乗しており、後年にその体験を方々で語っている。

### 日本航空514便ハイジャック事件
1975年4月9日、千歳空港発羽田空港行きボーイング747が羽田空港の滑走路上を滑走中、男が乗員を拳銃で脅迫した。犯人は乗客を降ろした後に逮捕されたが、その際犯人は拳銃を発射した。

### 日本航空768便ハイジャック事件
1976年4月5日、タイのバンコク国際空港発マニラ国際空港、伊丹空港経由羽田空港行きのダグラスDC-8を、男2人組がマニラ国際空港寄港中に乗っ取った。犯人グループは伊丹を経由せずに羽田へ直行するよう要求したが、説得の末、逮捕された。

### ダッカ日航機ハイジャック事件
1977年9月28日、フランスのパリ発アテネ、カイロ、カラチ、ボンベイ、バンコク、香港経由羽田行きの日本航空472便ダグラスDC-8-62が、経由地であるインドのボンベイ国際空港を離陸直後、武装した日本赤軍グループ5人にハイジャックされた。同機はバングラデシュの首都ダッカにあるジア国際空港に強行着陸し、犯人グループは人質の身代金として600万ドルと、日本で服役および勾留中の9人の釈放と日本赤軍への参加を要求した。これに対して福田赳夫内閣総理大臣が「人命は地球より重い」と述べて、身代金の支払いおよび超法規的措置として収監メンバーなどの引き渡しを決断。身代金と釈放に応じた6人を特別機でダッカへ輸送し、これにより人質の大部分が解放された。その後、同機は残りの人質を乗せてアルジェリアのダル・エル・ペイダ空港へ向かい、当地まで残った人質と乗員全員が解放された。

### 日本航空112便ハイジャック事件
1979年11月23日、伊丹空港発羽田空港行きマクドネル・ダグラス DC-10をギャレーにあった栓抜きで武装した中年の男が乗っ取り、ソ連へ行くよう要求。成田空港に強行着陸させた。犯人からの要求で給油作業を行っている間、客室乗務員が柔道の心得がある乗客を前方に集結させ、操縦室に突入のうえ犯人を取り押さえた。機長は犯人との格闘の際に手の指を骨折した。犯人の男は逮捕時に数十円しか所持金がなく、犯行の動機も不明。